# Veglia (cognome)
Veglia è un cognome di lingua italiana.

## Varianti
Vegli, Vegliach, Vegliak, Veglianti, Veglio, Veliach, Veliak, Veljak, Vigilante, Vigilanti.

## Origine e diffusione
Cognome tipicamente friulano, è presente prevalentemente nel triestino.
Potrebbe derivare da alcuni toponimi, tra cui Veglio e Veglie in Italia e l'isola di Veglia (in croato Krk) in Croazia. È affine al cognome Bisceglie.
La variante Veglio è piemontese e valdostana.

## Persone
- Nino Veglia – attore ed impresario teatrale italiano